# Orchesella annulicornis
Orchesella annulicornis är en urinsektsart som beskrevs av Mills 1934. Orchesella annulicornis ingår i släktet Orchesella och familjen brokhoppstjärtar. Inga underarter finns listade i Catalogue of Life.